# Агностик Фронт
„Агностик Фронт“ (на английски: Agnostic Front) е хардкор пънк група от Ню Йорк създадена през 1980 г.

## История
„Агностик Фронт“ е създадена от китариста Вини Стигма в края на 1980 г., заедно с Диего на бас и Роб на барабани. Според интервю с Вини името Agnostic Front идва от желанието на създателите името да звучи като някакъв вид движение, а не на група. Малко по-късно се присъединява и другият лидер в групата – Роджър Мирет. Считаните за „бащите на хардкор музиката“ музиканти издават първия си албум през 1983. В годините на зараждането голяма роля играе и CBGB, където се провеждат първите концерти заедно с групи като Cro Mags, Sick of it All и други. От 1987 обикалят редовно и Европа, като първото турне Мирет пропуска, защото лежи заради дрога, откъдето допринася с текстове, които влизат в албума One Voice. Следва кратко прекъсване от 1992 до 1997, когато групата се сформира наново от Роджър Мирет и Вини Стигма. В последно време с добавянето на още един китарист групата почва да звучи в модерния стил метълкор, или т.нар. new school хардкор. През 2005 година групата минава за пръв път в България, за концерт в клуб „Блекбокс“, град София. След този истински бум в историята на българския хардкор музикантите отбелязват в страницата си, че не са виждали такова нещо от началото на 90-те години в Ню Йорк, в резултат на което България и Близкият изток са редовна дестинация в техните турнета.

### Албуми
- United Blood EP (1983) Last Warning Records
- Victim in Pain (1984) Rat Cage Records
- Cause for Alarm (1986) Relativity/Combat Records
- Liberty and Justice for... (1987) Relativity/Combat Records
- Live at CBGB (1989) Relativity Records
- One Voice (1992) Relativity/Roadrunner Records
- Last Warning (1993) Relativity/Roadrunner Records
- Raw Unleashed (1995) Grand Theft Audio
- Something's Gotta Give (1998) Epitaph Records
- Puro Des Madre (en espanol) (1998) Hellcat Records
- Riot, Riot, Upstart (1999) Epitaph Records
- Dead Yuppies (2001) Epitaph Records
- Working Class Heroes (2002) I Scream Records split with Discipline
- Another Voice (2004) Nuclear Blast Records
- Live at CBGB (Agnostic Front album) (2006) Nuclear Blast Records
- Warriors (2007) Nuclear Blast Records
- My Life, My Way (2011) Nuclear Blast Records

### DVD/VHS
- Live at CBGB's DVD 2006
- CBGB's Punk From the Bowery
- "LIVE in N.Y.C. '91... with Sick Of It All & Gorilla Biscuits
- NYHC (New York City Hardcore) 1999